# Municipio de Ozark (condado de Sharp)
El municipio de Ozark (en inglés: Ozark Township) es un municipio ubicado en el condado de Sharp en el estado estadounidense de Arkansas. En el año 2010 tenía una población de 672 habitantes y una densidad poblacional de 20,99 personas por km².

## Geografía
El municipio de Ozark se encuentra ubicado en las coordenadas 36°18′26″N 91°22′25″O / 36.30722, -91.37361. Según la Oficina del Censo de los Estados Unidos, el municipio tiene una superficie total de 32.02 km², de la cual 31,68 km² corresponden a tierra firme y (1,06 %) 0,34 km² es agua.

## Demografía
Según el censo de 2010, había 672 personas residiendo en el municipio de Ozark. La densidad de población era de 20,99 hab./km². De los 672 habitantes, el municipio de Ozark estaba compuesto por el 95,98 % blancos, el 0,3 % eran afroamericanos, el 0,89 % eran amerindios, el 0,15 % eran asiáticos y el 2,68 % eran de una mezcla de razas. Del total de la población el 1,64 % eran hispanos o latinos de cualquier raza.